# Gunnera brephogea
Gunnera brephogea är en gunneraväxtart som beskrevs av Jean Jules Linden och Andre. Gunnera brephogea ingår i släktet gunneror, och familjen gunneraväxter. Utöver nominatformen finns också underarten G. b. magna.